# Australoheros tembe
Australoheros tembe és una espècie de peix de la família dels cíclids i de l'ordre dels perciformes.

## Morfologia
Els adults poden assolir els 13,4 cm de longitud total.

## Distribució geogràfica
Es troba a Sud-amèrica a la conca del riu Paranà a l'Argentina.